# Villadia
Villadia Rose – rodzaj roślin należący do rodziny gruboszowatych (Crassulaceae DC. in Lam. & DC.). Obejmuje co najmniej 44 gatunki występujące naturalnie w obu Amerykach na obszarze od Teksasu w Stanach Zjednoczonych przez Meksyk aż do Peru.

## Systematyka
Pozycja systematyczna według Angiosperm Phylogeny Website (aktualizowany system APG III z 2009)
Rodzaj ten należy do podrodziny Sedoideae, rodziny gruboszowatych Crassulaceae DC. in Lam. & DC., do rzędu skalnicowców (Saxifragales Dumort.) i wraz z nim do okrytonasiennych. 
Pozycja systematyczna według systemu Reveala (1993-1999)
Gromada okrytonasienne (Magnoliophyta Cronquist), podgromada Magnoliophytina Frohne & U. Jensen ex Reveal, klasa Rosopsida Batsch, podklasa różowe (Rosidae Takht.), nadrząd Saxifraganae Reveala, rząd skalnicowce (Saxifragales Dumort.), rodzina gruboszowate (Crassulaceae DC. in Lam. & DC.), podrodzina Sedoideae, plemię Sedeae
Wykaz gatunków
| - Villadia acuta Moran & Uhl - Villadia albiflora (Hemsl.) Rose - Villadia alpina (Fröd.) Jacobsen - Villadia andina (Ball) Baehni & J.F. Macbr. - Villadia aperta Moran & C.H. Uhl - Villadia aristata Moran - Villadia batesii (Hemsl.) Baehni & Macbride - Villadia berillonana (Raym.-Hamet) Baehni & J.F. Macbr. - Villadia calicola (B.L. Rob. & Greenm.) H. Jacobsen - Villadia chihuahuensis (S. Watson) Jacobsen - Villadia cucullata Rose - Villadia decipiens (Baker) Jacobsen - Villadia dielsii Baehni & J.F. Macbr. - Villadia diffusa Rose - Villadia dyvrandae (Raym.-Hamet) Baehni & J.F. Macbr. - Villadia elongata (Rose) R.T. Clausen - Villadia fusca (Hemsl.) Jacobsen - Villadia galeottiana (Hemsl.) Jacobsen - Villadia goldmanii (Rose) A. Berger - Villadia grandyi (Raym.-Hamet) Baehni & J.F. Macbr. - Villadia guatemalensis Rose - Villadia hemsleyana (Rose) Jacobsen | - Villadia imbricata Rose - Villadia incarum (Ball) Baehni & J.F. Macbr. - Villadia jurgensenii (Hemsl.) Jacobsen - Villadia laxa Moran & C.H. Uhl - Villadia levis Rose - Villadia mexicana (Schltdl.) Jacobsen - Villadia minutiflora Rose - Villadia misera (Lindl.) R.T. Clausen - Villadia nelsoni Rose - Villadia painteri Rose - Villadia parva (Hemsl.) H. Jacobsen - Villadia patula Moran & C.H. Uhl - Villadia pringlei Rose - Villadia ramosissima Rose - Villadia ramulosa (Fröd.) Jacobsen - Villadia recurva Moran, Kimnach & C.H. Uhl - Villadia reniformis H. Jacobsen - Villadia scopulina (Rose) Jacobsen - Villadia squamulosa (S. Watson) Rose - Villadia stricta Rose - Villadia virgata (Diels) Baehni & J.F. Macbr. - Villadia weberbaueri (Diels) Baehni & J.F. Macbr. |